# Szyndzielny Potok
Szyndzielny Potok (niem. Schindel Graben, 680–860 m n.p.m.) – potok dopływ potoku Morawka w południowo-zachodniej Polsce w Górach Bialskich, w Sudetach.
Potok długości 2,8 km mający swoje źródła na stoku wzniesieniami Rykowisko na wysokości 860 m n.p.m., w lesie świerkowym regla dolnego a ujście we wsi Nowa Morawa (680 m n.p.m.).